# Дезио
Дѐзио (на италиански: Desio, на западноломбардски: Dès, Дез) е град и община в Северна Италия, провинция Монца и Брианца, регион Ломбардия. Разположен е на 196 m надморска височина. Населението на общината е 41 670 души (към 2013 г.).
До 2004 г. общината е част от провинция Милано.